# Kostel Povýšení svatého Kříže (Korkusova Huť)
Kostel Povýšení svatého Kříže, také kostel Nalezení svatého Kříže v Korkusově Huti je filiální kostel římskokatolické farnosti Vimperk a kulturní památka České republiky.
Jednolodní orientovaný kostel byl postaven v roce 1801. Má plochostropou loď o délce 15,95 metrů a šířce 8,83 metrů, a klenutý, trojboce uzavřený presbytář o hloubce 5,75 metrů, k jehož ose je přistavěná sakristie. K západnímu průčelí s dřevěnou vížkou je připojena malá předsíňka. Kruchta v západní části lodi je nesená dvěma zděnými pilíři.
Vnitřní zařízení kostela pochází z 19. století, hlavní oltář byl převezen ze zrušeného kostela v Českých Budějovicích. Z kostela pochází pozdně gotická dřevořezba Oplakávání Krista, která je součástí expozice v Alšově jihočeské galerii v Hluboké nad Vltavou. Varhany, které byly v tomto kostele a pocházely z kostela svatého Jana Křtitele v Netolicích, zrušeného v roce 1788, byly v roce 1853 přemístěny do kostela svaté Anny v Libínském Sedle.
Do konce roku 2019, kdy byla zrušená farnost Korkusova Huť, byl kostel jejím farním kostelem.